# Корбуччи, Серджо
Се́рджо Корбу́ччи (итал. Sergio Corbucci; 6 декабря 1927, Рим — 1 декабря 1990, Рим) — итальянский кинорежиссёр и сценарист, крупнейший после Серджо Леоне представитель спагетти-вестерна.

## Биография

### Начало карьеры
Серджо Корбуччи родился 6 декабря 1927 года в Риме. Он был старшим братом Бруно Корбуччи, который также был сценаристом и режиссёром.
Начал свою кинокарьеру с малобюджетных фильмов в жанре пеплум. Уже в 1951 году он был помощником режиссёра фильмов «Взгляд Святой Лючии» и Альдо Вергано. 
Вскоре Корбуччи снял свою первую картину — «Спасите мою дочь» (итал. Salvate mia figlia). Вскоре после ряда отснятых социальных драм он начинает выпускать серию комедий с великими артистами «комедии по-итальянски», такими как Тото, Пеппино Де Филиппо, Витторио Де Сика, Чиччо Инграссия, Франко Франки и другими.

### Первый успех
Первый коммерческий успех к Серджо Корбуччи пришёл в связи с выходом его фильма «Джанго» с Франко Неро в главной роли. Лента была снята в жанре спагетти-вестерна и выделялась среди других фильмов этого направления запредельным для своего времени уровнем жестокости и насилия.
Это стало отличительной чертой вестернов Корбуччи, равно как «чёрный юмор» и налёт социальной критики левого толка, отражавший коммунистические убеждения режиссёра.

### Последующая карьера
В период 1970—1980 годов Серджо Корбуччи в основном был сосредоточен на съёмке комедий, главные роли в которых часто исполнял Адриано Челентано. Многие из этих комедий пользовались большой популярностью как в Италии, так и за её пределами. Эти фильмы довольно редко воспринимали всерьёз многие критики, однако на карьере Корбуччи это не отразилось. Именно в этот период появились фильмы «Блеф», «Синьор Робинзон», «Синг-Синг», «Невезучий папарацци» и другие.
В фильмах Корбуччи снимались Адриано Челентано, Энтони Куинн, Франко Неро, Капучине и другие.
Умер 1 декабря 1990 года в Риме. Похоронен на кладбище Кампо Верано.

## Семья
- Жена — Элеанора Боничелли (Нори Корбуччи) (1934—2021), итальянский художник по костюмам, писательница[5]. Была замужем за Серджо Корбуччи с 1959 по 1990 год. Похоронена вместе с мужем на кладбище Кампо Верано[5].

## Фильмография

### Режиссёр
- 1959 — Взгляд Святой Лючии (помощник режиссёра)
- 1960 — Подобно замедлению смерти
- 1961 — Тото, Пеппино и сладкая жизнь
- 1961 — Два пристава
- 1961 — Ромул и Рем
- 1961 — Мацист против вампиров
- 1961 — Два маршала
- 1962 — Забыв Коленьо
- 1962 — Самый короткий день
- 1963 — Сын Спартака
- 1963 — Дамы
- 1963 — Монах из Монцы
- 1965 — Миннесота Клэй
- 1965 — Резня в Гранд-Каньон
- 1965 — Дети леопарда
- 1966 — Человек, который смеется
- 1966 — Джанго
- 1966 — Навахо Джо
- 1967 — Жестокие
- 1967 — Движущаяся мишень
- 1968 — Наёмник
- 1968 — Великая тишина
- 1968 — Зум, зум, зум
- 1969 — Специалисты
- 1970 — Напарники
- 1971 — История любви и кинжала
- 1972 — Банда JS: Уголовный мир Дикого Запада
- 1972 — Мы должны делать революцию?
- 1974 — Зверюга
- 1975 — Под каким-то знаком
- 1976 — Блеф
- 1976 — Синьор Робинзон
- 1977 — Три тигра против трёх тигров
- 1977 — Невезучий папарацци
- 1978 — Орел или Решка
- 1978 — Буксир
- 1978 — Неаполитанский детектив
- 1980 — Суперполицейский
- 1980 — Я делаю лодку
- 1980 — Не хочу тебя больше знать, любимый
- 1981 — Найдёшь друга — найдёшь сокровище
- 1982 — Красавица моя
- 1983 — Синг-синг
- 1983 — Граф Таккья
- 1983 — То и это
- 1984 — С глазу на глаз
- 1985 — Я — паранормальное явление
- 1987 — У богатых свои причуды
- 1987 — Римини, Римини
- 1988 — Дни комиссара Амбросио
- 1989 — Ночной клуб
- 1990 — Вооружённые женщины

### Сценарист
- 1952 — Остров грехов;
- 1953 — Чужая страна;
- 1954 — Караван песен;
- 1954 — Кукольная хижина;
- 1954 — Горькие воды;
- 1956 — Горькая исповедь;
- 1957 — На юге нет ничего нового;
- 1957 — Мальчик со злым сердцем;
- 1959 — Парни из Париолли;
- 1959 — Старый Темный рыцарь;
- 1959 — Последние дни Помпеи
- 1960 — Американец Толедо;
- 1961 — Ромул и Рем;
- 1961 — Мацист против вампиров;
- 1961 — Я целую… ты целуешь;
- 1961 — Два маршала;
- 1961 — Руки вверх;
- 1962 — Семь гладиаторов;
- 1963 — Хоррор;
- 1964 — Два мафиози;
- 1964 — Танец смерти;
- 1965 — Резня в Гранд-Каньон;
- 1965 — Дети леопарда;
- 1965 — Миннесота Клэй;
- 1966 — Человек, который смеется;
- 1966 — Джанго;
- 1966 — За пригорошню долларов;
- 1967 — Движущаяся мишень;
- 1968 — Наёмник;
- 1968 — Длинная история Запада;
- 1968 — Великая тишина;
- 1969 — Специалисты;
- 1970 — Мы собираемся убить людей;
- 1971 — История любви и кинжала;
- 1972 — Банда JS: Уголовный ми Дикого Запада;
- 1972 — Смерть в полночь;
- 1972 — Мы должны делать революцию?;
- 1974 — История братьев и ножей;
- 1974 — Моей дорогой маме на День Рождения;
- 1975 — Под каким-то знаком;
- 1975 — Белый, желтый, черный;
- 1976 — Нечётный раз;
- 1976 — Синьор Робинзон;
- 1977 — Три тигра против трёх тигров;
- 1978 — Орёл или Решка;
- 1980 — Суперполицейский;
- 1981 — Найдёшь друга — найдёшь сокровище;
- 1982 — Граф Таккья;
- 1983 — Красавица моя;
- 1983 — Синг-синг;
- 1985 — Я — паранормальное явление;
- 1987 — У богатых свои причуды;
- 1987 — Римини, Римини;
- 1987 — Возвращение Джанго;
- 1988 — Дни комиссара Амбросио;
- 1989 — Ночной клуб.